# Camillo Gargano
Camillo Gargano (* 30. Januar 1942 in Ferrara; † 22. Juli 1999 in Lille, Frankreich) war ein italienischer Segler.

## Erfolge
Camillo Gargano nahm mit Franco Cavallo in der Bootsklasse Star an den Olympischen Spielen 1968 in Mexiko-Stadt teil. Sie blieben zwar einen Punkt hinter dem norwegischen Boot von Peder Lunde junior und Per Olav Wiken, belegten mit 44,7 Punkten aber hinter den Norwegern und den Olympiasiegern Peter Barrett und Lowell North den dritten Platz und sicherten sich damit die Bronzemedaille.